# Marcus Germei
Marcus Germei (eller Marqos Girmai), född 29 maj 1859, död 24 april 1924 i Munktorp, var en eritreansk präst. 
Germei gick på Evangeliska fosterlandsstiftelsens missionsskola i Massawa på 1870-talet. År 1882 tog han sig på egen hand till Sverige. Germei studerade på Johannelunds missionsinstitut i Bromma 1884–1888. Därefter vigdes han, som första afrikan någonsin, till präst i Uppsala domkyrka den 3 juni 1889.
Som färdig präst reste Germei tillbaka till sitt hemland för att arbeta som missionär. Tio år senare gifte han sig 1899 med en svensk missionär, Regina Johansson. De båda verkade som missionärer i Eritrea, först för Evangeliska Fosterlandsstiftelsen och senare för Bibeltrogna vänner, fram till 1922 då de av hälsoskäl drog sig tillbaka till Sverige. Ett par år senare avled Germei i Munktorp utanför Köping.